# Roberto Larraz
Roberto Larraz (* 20. August 1898 in Buenos Aires; † 27. November 1978 ebenda) war ein argentinischer Fechter.

## Erfolge
Roberto Larraz nahm an vier Olympischen Spielen teil. 1924 in Paris belegte er im Florett-Einzel den fünften Rang, mit der Mannschaft verpasste er die Finalrunde. Bei den Olympischen Spielen 1928 in Amsterdam nahm er im Mannschaftswettbewerb des Florettfechtens teil. Er erreichte mit der argentinischen Equipe, zu der neben ihm noch Carmelo Camet, Raúl Anganuzzi und die Brüder Héctor und Luis Lucchetti gehörten, die Finalrunde, die vor Belgien und hinter Italien und Frankreich auf dem Bronzerang abgeschlossen wurde. Vier Jahre darauf in Los Angeles wurde er mit der Florett-Einzel Siebter, während er mit der Mannschaft den fünften Rang belegte. Bei den Olympischen Spielen 1936 in Berlin schied er mit dem Florett sowohl in der Einzel- als auch in der Mannschaftskonkurrenz in der Vorrunde aus. Auch mit der Degenmannschaft, deren Kadermitglied er dieses Mal war, wurde die Finalrunde nicht erreicht.